# Magyar Suzuki Zrt.
A Magyar Suzuki Zrt. japán többségi tulajdonban levő magyarországi autógyártó cég. A Magyar Suzuki a Suzuki Csoport 3. legnagyobb gyártóvállalata Japán és India után, egyetlen gyártóbázis Európában. Több mint 30 éves fennállása alatt mintegy 4 millió személyautót gyártottak az esztergomi gyárban.
Magyarország egyik vezető iparvállalataként jelentős mértékben hozzájárul a magyar gazdaság teljesítményéhez. A Coface CEE Top 500 rangsor szerint 2021-ben és 2022-ben Magyarország 20., illetve 14. és Közép- és Kelet-Európa 126., illetve 132. legnagyobb forgalmú vállalata.
Az esztergomi gyár 1992 októberében kezdte meg a termelést. A hazai és nemzetközi piacra készülő (a világ 123 országába) autók gyártásán kívül a társaság importált Suzuki gépkocsi, motorkerékpár és hajómotorok értékesítésével is foglalkozik. 2019. április 1-je óta Esztergom a Suzuki Csoport európai logisztikai központja, innen koordinálják a pótalkatrész- és kiegészítőtartozék-ellátást.

## Története

### 1991–2008
A céget 1991-ben alapították. A gyárépületet az esztergomi óváros déli határában, a korábbi Labor MIM „C” telep helyén építették fel, 14 milliárd forintból, Csaba László tervei alapján. A központi telephely a 117-es főúttól mintegy 3 kilométerre északra helyezkedik el, az 1111-es és az 1117-es utak találkozása közelében; utóbbit a köznyelvben nevezik Suzuki útnak is, mert a vállalat közúti forgalmát legnagyobbrészt ez az út szolgálja ki. A közúti megközelítés mellett vasúton is jól elérhető, hiszen a Budapest–Esztergom-vasútvonal Esztergom vasútállomásától iparvágány vezet a gyártelep nyugati széléig, s ott saját rakodóállomása is van.
A termelés 1992-ben indult meg.
A Mária Valéria híd 2001-es újjáépítése óta jelentősen megnőtt a szlovákiai munkaerő aránya. Az alkalmazottak jelentős része a határon túlról érkezik, ahova a vállalat naponta buszjáratokat indít (volt idő, amikor a felvidéki dolgozók aránya a 42 %-ot is elérte). Ezzel a Suzuki foglalkoztatottság tekintetében egy időben a harmadik legnagyobb „szlovák” autógyártó volt, a pozsonyi Volkswagen és a nagyszombati PSA után.
2001. november 21-én a Suzuki vezetésével alakult meg Magyarország első klasztere, a Közép-magyarországi Autóipari Klaszter. A vállalat 2003-ban indított el egy programot, amelynek célkitűzése a kapacitás bővítése volt. 2007 januárjában 4800-an dolgoztak az üzemben, a közvetlen alkalmazottak száma augusztusra már elérte a 6000 főt. Ezzel párhuzamosan 50 milliárd forintos beruházásba kezdett a gyár.  
Az egymilliomodik esztergomi autó 2006-ban készült el; ez a budapesti Csodák Palotájában látható. A cég belföldi piaci részesedése 19-21% körül mozgott, így piacvezető pozícióban volt.
320 alkatrész-beszállítója volt, köztük 60 magyar cég. Jelenléte meghatározta az esztergomi ipari park kialakulását, fejlődését; több beszállítója az üzem mellé költözött. Az ipari park egyötödét a cég beszállítói köre adja. 2007-ben a cseh Plastimat és a német Kirchhoff Hungária Kft. nyitotta meg gyárait. A Suzuki több mint 30 év alatt  több mint 2 milliárd eurót ruházott be Esztergomban.

### 2009–
A gyár a kereslet visszaesése miatt a korábbi háromműszakos beosztásról 2009. január 5-től visszaállt az ötnapos kétműszakosra, és 1200 főt bocsátott el. A 30 km-nél távolabbi településekről megszüntette a céges buszokat. A busz nélkül maradt települések közé tartoztak például a magyarországi Komárom és a szlovákiai Komárom, Zselíz, Tata, vagy Tatabánya. 2009-re a tervezett termelés is visszaesett, 180 000 autóra. A beszállítók száma érdemben nem változott a válság alatt sem, 308 helyről – ezen belül 74 magyar cégtől – érkezett szállítmány. 2014-re a magyar beszállítók száma 85-re nőtt, de a termelés visszaesett 155 ezerre.
2017. április 19-én gyártották le a hárommilliomodik autót az esztergomi gyárban: egy Suzuki SX4 S-Crosst. 2024. február 8-án pedig legördült a négymilliomodik Suzuki-modell, egy GLX felszereltségű Vitara.

## A Magyar Suzuki Zrt. autómodelljei
Az első Swiftet Antall József, a WagonR+ első példányát Orbán Viktor, az Ignist Medgyessy Péter, az SX4-et Kóka János kormányozta ki a szerelőcsarnokból. Az ünnepségre eredetileg Gyurcsány Ferencet hívták meg, de ő nem jelent meg a gyárban. A miniszterelnök távolmaradásával jelezte, hogy a cégnél nem tartják tiszteletben a munkások érdekeit. 2008 februárjában kezdték meg a Splash sorozatgyártását, a miniszterelnök viszont ez alkalommal sem jelent meg. (2005-ben tett látogatásakor viszont egy Swift2-t vezetett.)
A Suzukikon kívül Opel Agilát, Fiat Sedicit, Subaru Justyt is készítettek az üzemben.
| 1994   | 1996   | 1998   | 2000   | 2002   | 2003   | 2004   | 2006    | 2007    | 2008    | 2009    | 2010 (terv) | 2012    |
| ------ | ------ | ------ | ------ | ------ | ------ | ------ | ------- | ------- | ------- | ------- | ----------- | ------- |
| 19 400 | 52 000 | 65 800 | 77 200 | 84 600 | 89 200 | 94 000 | 163 963 | 230 000 | 282 000 | 180 000 | 180 000     | 155 000 |

| 2013    | 2014    | 2015    | 2016    | 2017    | 2018    |
| ------- | ------- | ------- | ------- | ------- | ------- |
| 157 755 | 150 578 | 185 000 | 211 266 | 170 000 | 175 000 |

| 2001 | 2002 | 2003 | 2004 | 2005 | 2006 | 2007 | 2008 | 2014 | 2015 | 2017 |
| ---- | ---- | ---- | ---- | ---- | ---- | ---- | ---- | ---- | ---- | ---- |
| 1700 | 1630 | 1935 | 2443 | 2700 | 4800 | 6500 | 4274 | 3100 | 2835 | 2892 |

Forrás:

### Modellek
| Kép | Modell                                                                        | Időszak         | Leírás                                                                         |
| --- | ----------------------------------------------------------------------------- | --------------- | ------------------------------------------------------------------------------ |
|     | Swift (Geo Metro)                                                             | 1992-           | Ez a szakasz egyelőre üres vagy erősen hiányos . Segíts te is a kibővítésében! |
|     | WagonR+ (Opel Agila)                                                          | 2000-2008       | Ez a szakasz egyelőre üres vagy erősen hiányos . Segíts te is a kibővítésében! |
|     | Ignis (Subaru Justy)                                                          | 2000-2007 2016- | Ez a szakasz egyelőre üres vagy erősen hiányos . Segíts te is a kibővítésében! |
|     | Splash (Mazda Carol)                                                          | 2008-2014       | Ez a szakasz egyelőre üres vagy erősen hiányos . Segíts te is a kibővítésében! |
|     | SX4 (Fiat Sedici)                                                             | 2006-2013 2014- | Ez a szakasz egyelőre üres vagy erősen hiányos . Segíts te is a kibővítésében! |
|     | Jimny (Mazda AZ-Offroad)                                                      | 1998-2018       | Ez a szakasz egyelőre üres vagy erősen hiányos . Segíts te is a kibővítésében! |
|     | SX4 S-Cross                                                                   | 2013-           | Ez a szakasz egyelőre üres vagy erősen hiányos . Segíts te is a kibővítésében! |
|     | Vitara                                                                        | 2015-           | Ez a szakasz egyelőre üres vagy erősen hiányos . Segíts te is a kibővítésében! |
|     | S-CROSS                                                                       | 2019-           |                                                                                |
|     | Ez a szakasz egyelőre üres vagy erősen hiányos. Segíts te is a kibővítésében! |                 |                                                                                |